# Csanádi Imre Általános Iskola
A Csanádi Imre Általános Iskola Zámolyban található, a Kossuth Lajos utcában. Névadója, Csanádi Imre Zámolyon született, ezért róla nevezték el az iskolát. Szülőháza nem messze található az iskolától.

## Története
Az iskolát az 1660-as évek környékén alapították. Első tanítói lelkészek, vagy akkori nevükön prédikátorok voltak. 1740-től a református, 1914-től pedig már a katolikus tanítók névsora is fennmaradt.
A két felekezeti iskola egybeolvadása után 1948-ban megszületett az egységes nyolcosztályos iskola. Ekkor azonban még nem volt zökkenőmentes a tanulás a megfelelő anyagi és tárgyi feltételek hiányában.
1998-ban a NAT kapcsán az iskola helyi pedagógiai programot kínálhatott az iskolafenntartónak és az iskolának. Az iskolában 2001 óta minőségirányítási rendszer működik.

## Az iskola jelenleg
Az iskolában különböző szakkörök, sportkörök, fejlesztő- és felzárkóztató órák, napközi és tanulószoba is igénybe vehető. Az iskolában Diákönkormányzat is működik. A HEFOP 3.1.3. nevezetű pályázaton az iskola csaknem 18 millió Ft-ot nyert az iskola eszközbeszerzésre (pl. interaktív tábla, projektor) és pedagógus továbbképzésre.